# Мирча Стари
Мирчо Стари (на среднобългарски: Іѡанъ Мирча) 1355 – 1418) е владетел на Влашко от 1386 до 1418 г. много близък до българския царски двор. Той е син на подчинения на българския цар войвода Йоан Радул І (1375-1380) и Калиникия (Калиникіѧ). По бащина линия той е наследник на династията Басараба, внук на войводата Никола Александър Басараб (1352-1364) и правнук на Иванко | Басараб (1319-1352) Чичо му е войводата Йоан Владислав I (1364-1377) а леля му - Анна Басараб e съпруга на българският цар Йоан Срацимир (1356-1397) и майка на последния видински владетел Константин II Асен. Мирчо е баща на Влад II Дракул и дядо на Мирчо II и Влад Цепеш.

## Управление
Мирчо Стари е поставен за войвода на Влашко в 1386 г. от българския цар Иван Шишман, който, недоволен от неговия предшественик Дан I, го убива. Оттогава двамата имат общи интереси и стават най-последователните противници на османското нашествие на Балканите. Причастен към съдбата на отсамдунавските български земи, Мирчо прогонва за кратко турците от Силистра и Добруджа, заявявайки в грамотите си, които по обичай са написани на български, следното: 
| „ | Азъ иже въ Христа Бога благовѣрнии и христѡлюбивии и самодръжавни Іѡ Мирча, великыи воевода и господинь, ѡбладаѫщоу ми и господствѡщоу ми въсеи земи Угровлахіи и запланинскым еще же и кѫ татарскым странам и ѡбапол по въсемоу подоунавиоу даже и до великаго морѣ, и милостиѫ божіеѫ и Дръстроу градоу влад(а)лец. | “ |

Успехът му обаче е мимолетен.

### Влахо-българска съпротива на турското нашествие
В 1387 турците, водени от Али паша, завладяват Овеч (Провадия), Шумен, Мадара, Свищов, а в 1388 – Силистра и Добруджанското деспотство. В 1388 г. Мирчо за пръв път се признава за турски васал.
През 1390 и 1391 г. Мирчо отхвърля васалитета, минава Дунава и подпомогнат от български отряди се бие с турците и ги побеждава, достигайки в 1391 г. Карнобат. Цар Иван Шишман си връща Шумен и другите крепости, а Силистра и част от Добруджа е дадена на Мирчо, но въпреки че през войната гордо се титулува „господар на Силистра и земите на деспот Добротица“, владението е мимолетно – само година и няколко месеца. В 1392 г. турците контраатакуват, възстановяват контрола си отсам Дунава и през 1393 година, водени от Баязид I, превземат Велико Търново и минават във Влашко.
Мирчо между 1390 и 1394 г. отхвърля преминаването на влашките енории от Търновската към Цариградската патриаршия в 1359 г. и ги подчинява на Охридската българска архиепископия, както е било по времето на цар Самуил.
На 10 октомври 1394 г. в битката при Карановаса, предхождана от партизански действия, Мирчо нанася поражение на султан Баязид. През пролетта на 1395 г. Баязид събира голяма армия и предприема нов поход към Влашко. Мирчо Стари се обръща за помощ към всички християнски владетели от района. Иван Шишман изпраща разпореждания до своите военачалници Баул и Алдимир да пристигнат в Никопол с отрядите си. Българите минават Дунава и участват заедно с Мирчо Стари в решителното сражение срещу турците в местността Ровине при река Арджеш. Битката при Ровине става на 17 май 1395 г. Османците почти претърпяват поражение и печелят с огромни загуби една пирова победа. В битката освен много от собствените им войски загиват и турските съюзници Крали Марко и Константин Драгаш, а Баязид I, Стефан Лазаревич и Константин Балшич едва успяват да оцелеят и се оттеглят през Дунава. Търновският цар е обвинен в предателство от Баязид I – Иван Шишман е пленен и екзекутиран на 3 юни под стените на Никопол. В същата 1395 година в Южна Добруджа османските сили се прегрупират за второ настъпление и завоюване на Влашко. Мирчо в 1395 г. след битката при Ровине пак става васал на султана, но е принуден да бяга в Унгария. Турците поставят на власт Влад I Узурпатор.
С помощта на унгарския крал Сигизмунд в 1396 г. Мирчо е възстановен и дори завзема от турците българската крепост на северния бряг на Дунав – Холъвник (Малък Никопол, дн. Турну Мъгуреле) – срещу Никопол.
Мирчо Стари участва в Битката при Никопол на 25 септември 1396 г., при която обединените християнски армии търпят поражение. Подгонен от турците, той отново бяга в Унгария, но скоро се връща и след 1402 г., заедно с видинския цар Константин II Асен, продължава да воюва срещу турците.
С успешно съвместно нахлуване на Мирчо Стари и цар Константин ІІ Асен в 1404 г. е превзета Силистра, а през 1406 г. голяма част от Добруджа.
Към 1406 г. Мирчо е „владелец“ на Силистра, но не и на цяла Добруджа, както разбираме от титулатурата му в някои негови Влахо-български грамоти. Властта му в Добруджа е кратка, до 1411 г. С прехвърлянето си от един турски господар към друг запазва някакво влияние южно от Дунав до 1417 г.
B 1407 – 1408 г. Мирчо разбива турците при Дръстър и ангажира срещу себе си акънджийските отряди, докато царят, заедно с Фружин, вече действат в западните български предели. В 1411 e прогонен от Добруджа от войските на Сюлейман Челеби. Мирчо става съюзник на опасния Муса Челеби и го подпомага в завоюването на Балканите същата година. Бившият му съюзник Муса след като побеждава Сюлейман и закрепва властта си, закономерно се обръща срещу Мирчо и българите, като през 1413 г. превзема Видин, Мадара, Овчага и атакува Североизточна България. Мирчо се съюзява с бъдещия турски султан Мехмед I.
В 1416 г. Мирчо се отмята от Мехмед I и се съюзява с шейх Бедреддин Симави, като го подкрепя в неговото въстание срещу султана. В 1417 турските войски, водени лично от султан Мехмед I, ликвидират всякакво влияние на Мирчо южно от Дунав и атакуват отвъддунавските земи. Мирчо е подчинен на тежък договор, с който, макар да остава управител на Влашкото княжество, то е превърнато в пашалък, синът му е взет за заложник и войводата скоро след това умира в 1418 г.

## Титулатури
В издадените от войводата влахо-български грамоти, писани на български на кирилица, тогава и за векове напред единственият официален език на властта, народа и църквата във Влашко, той сам се титулува както следва:
- 1387 г. – господар на Угровлахия
- 1389 г. – господар на Запланиска и Подунавието
- 20 януари 1390 г. – господар на Угровлахия, Амлош, Фаграш, Северин, Дръстър и земите на деспот Добротица
- 1391 г. – господар на Силистра и на земята на деспот Добротица
- 1392 г. – господар на Угровлахия
- 1400 г. – господар на Запланинска
- 1403 г. – господар на Уговлахия
- 1406, 1409, 1413 г. – владелец на Дръстър